# Bottiée
La Bottiée est une région de la Macédoine antique, située sur la rive droite de l'Axios, en Basse-Macédoine (aujourd'hui en Macédoine-Centrale grecque). Les Bottiens sont probablement des Thraco-Illyriens « indigènes » même si selon Strabon, les Bottiéens seraient venus de Crète sous la conduite de Botton. Les villes les plus importantes de la région sont Aigai et Pella, les deux capitales successives des Argéades. 